# Chondracanthus cottunculi
Chondracanthus cottunculi – gatunek widłonoga z rodziny Chondracanthidae. Opisał go w 1886 roku amerykański biolog Richard Rathbun.